# Mormyrus hildebrandti
Mormyrus hildebrandti är en fiskart som beskrevs av Peters 1882. Mormyrus hildebrandti ingår i släktet Mormyrus och familjen Mormyridae. IUCN kategoriserar arten globalt som otillräckligt studerad. Inga underarter finns listade i Catalogue of Life.